# Nykøbing Falster Havn
Nykøbing Falster Havn er en industrihavn beliggende i Nykøbing Falster ud til Guldborg Sund. Den administreres under Guldborgsund Havne, der delvist er eget af Guldborgsund Kommune, og som også har Stubbekøbing erhvervshavn, Gedser Fiskerihavn og Orehoved erhvervshavne.
Havnen er ISPS-godkendt.
Havnen har i alt 1,2 km kaj og et areal på omkring 100.000 m2. Vanddybden er 6,1 m. De største skibe, der kan sejle der, er 129 m lange og 20 m brede. Der findes flere kraner til af- og pålæsning af gods.
Havnen blev udbygget flere gange op igennem 1800-tallet i takt med, at kvæg- og sukkerproduktionen i området steg.

## Historie
Nykøbing Falster har haft en havn helt tilbage til middelalderen. I 1801 bestod den af kun to bådebroer. Den blev dog udbygget væsentligt op igennem 1800-tallet i takt med at Nykøbing blev en mere livlig handels og industriby. Der blev også etableret moler til at beskytte havnen og skibene i den. Man uddybede også sejlrenden til og fra havnen samt i sundet.
I 2012 blev der opsat et såkaldt terrorhegn på havnen, samt opsat overvågning og porte for at leve op til ISPS-standarderne. Hegnet er 800 meter langt og 2 meter højt. Terrorsikringen koster omkring 250.000 kr. om året, og det kostede omkring 3 millioner at etablere sikringen i Nykøbing og Orehoved Havn.